# زوهر أرجوف
زوهـر أرجوڤ (يُلفظ بجيم مصرية، بالعبرية: זוהר ארגוב، ولد باسم زوهر عرقوبي في 16 يوليو 1955، توفي في 6 نوفمبر 1987) مغني شعبي إسرائيلي ذو صوت متميز في المسرح والموسيقى الشرقية.

## خلفيته الاجتماعية
أصعب حاجز واجهه أرجوف في طريق نجوميته كانت الخلفية الاجتماعية والاقتصادية كرجل نشأ في عائلة فقيرة. فقد ولد في مدينة ريشون لتسيون في حارة «شيكون هاميزراح» وترعرع في أسرة بسيطة وكان واحدا من بين عشرة أطفال.
قدراته الغنائية الرائعة التي تم زراعتها في المنزل، من خلال مشاركته في مرحلة الطفولة المبكرة في الغناء والإنشاد الديني بالجالية اليمنيـة المتواجدة في إسرائيل.
رفض الخدمة بالجيش الإسرائيلي وقد أدى هذا الحدث المفاجئ في تلك الحقبة من الزمن إلى صدى واسع بالوسط الإسرائيلي وقد سُجِن على أثره لمدة ستة أشهر.

## موسيقاه
كان أرجوف من بين أوائل المغنين الإسرائيليين بالإسلوب الشرقي الذين حققوا نجاحات تجارية على مستوى الدولة، وكذلك على مستوى الشرق الأوسط ومنطقة البحر الأبيض المتوسط. وكان هذا على الرغم من حقيقة أن محطات الراديو والتلفزيون الإسرائيلية الرئيسية لم تكن تذيع هذا النوع من الموسيقى في ذلك الوقت، فقد كانت محطات الإذاعة تذيع عادة موسيقى إسرائيلية بالإسلوب الغربي أو موسيقى البوب القادمة من الخارج. ويعتقد البعض أن الشعبية الكبيرة لأرجوف وغيره من مغني اللون الشرقي المعاصرين له من بينهم أفيهو مدينة وحاييم موشيه ومرغاليت صنعاني، كان استجابة لشعور واسع النطاق بين اليهود االشرقيين في إسرائيل لتعرضهم للتمييز من قبل الأغلبيـة الإشكنازية.
مواضيع أغانيه كانتْ مشابهة لتلك المتواجدة في الموسيقى الريفية الأمريكية:
(الحب، وجع القلب، خيبات الأمل، الفرح، الحزن، والإدمان)
يعتبر كثير من صنّاع الأغنية (شعراء – ملحنين – موزعين.. إلخ) أن أرجوف أعجوبة من أعاجيب الغناء.
ومن إحدى آرائهم نأخذ رأي الموزع وقائد الفرقة الموسيقية نانسي براندس، الذي أشرف على العديد مِنْ تسجيلاته موسيقياً فوصفه بأنه عبقرية موسيقية.. فقال تفصيلاً:
كان باستطاعته إخراج أفضل ما لديه من أول مـرة، وعندما كنت أطلب منه أن يغني بطريقة أخرى ومغايرة عن ما كان في البداية كان يستجيب لذلك فوراً.. فسرعان ما يلبّي طلبي دون أن يُخـل بمسـتواه المعهـود، والنتيجـة تبقى مثالية كما في المرة الأولى.
و كان لأرجوف موهـبة رائعة في الارتجال الغنائي.. فهو يحافظ على روح الأغنية الأصلية بينما يترك في نفس الوقت طابعه الخاص به.
ويعتبر البوم (الينور) الأول في مسيرة ارجوف الفنية.. وقد تم إنتاجه في عام 1980
ومـن بين أغانيه توجد أغنية (Mah Lakh Yaldah) والتي تعني ترجمتهـا (ما لك يا بنت") التي كـرّم بهـا زوجـته السابقة (براخـا) التي عرفت بهيلين شرعابي والتي يعتبرها حب حياته. أنهى تعليمه بعمر 13 عاما وتعرف على (براخا) في سن ال 15 وبعد سنتين تزوجها وابنه (جيلي) ولد بعد سنة من الزواج.
مهنته (الإبداعية) كانت تمر بفترات تقطّـع بين الحين والأخرى بسبب أموره الشخصية والتي كانت سببها إدمان الهيروين، الذي أدى إلى انتحاره في السجن بنهاية المطاف!
ومع ذلك تغلبت أعماله الموسيقية على مشاكله الشخصـية
فهو كان قادراً أن يُرهف قلوب مستمعيه بالحفلات الحـية، حتى عندما يكون تحت تأثير الهـيروين والكراك، هذا بصرف النظر عن حياته التي تدمرت بسبب المخدرات. فقد كان زوهر يستلم لكل حفلة 2000 دولار ولكنه بعد الإدمان كان يعمل من أجل 100 دولار لكي يحصل على وجبة مخدرات!! وقد ذكر في مقابلة تلفزيونية أن الكثير من أصدقائه تركوه بسبب إدمانه للمخدرات وأنه كان يشعر بأن الناس ترقبه من بعيد وتستهزئ به لكونه تحت تأثير المخدرات لدرجة أنه كان يشعر بأنه يصل إلى الحضيض عندما يكون تحت تأثير المخدرات وأنه لا يساوي شيئا.

## وفاته

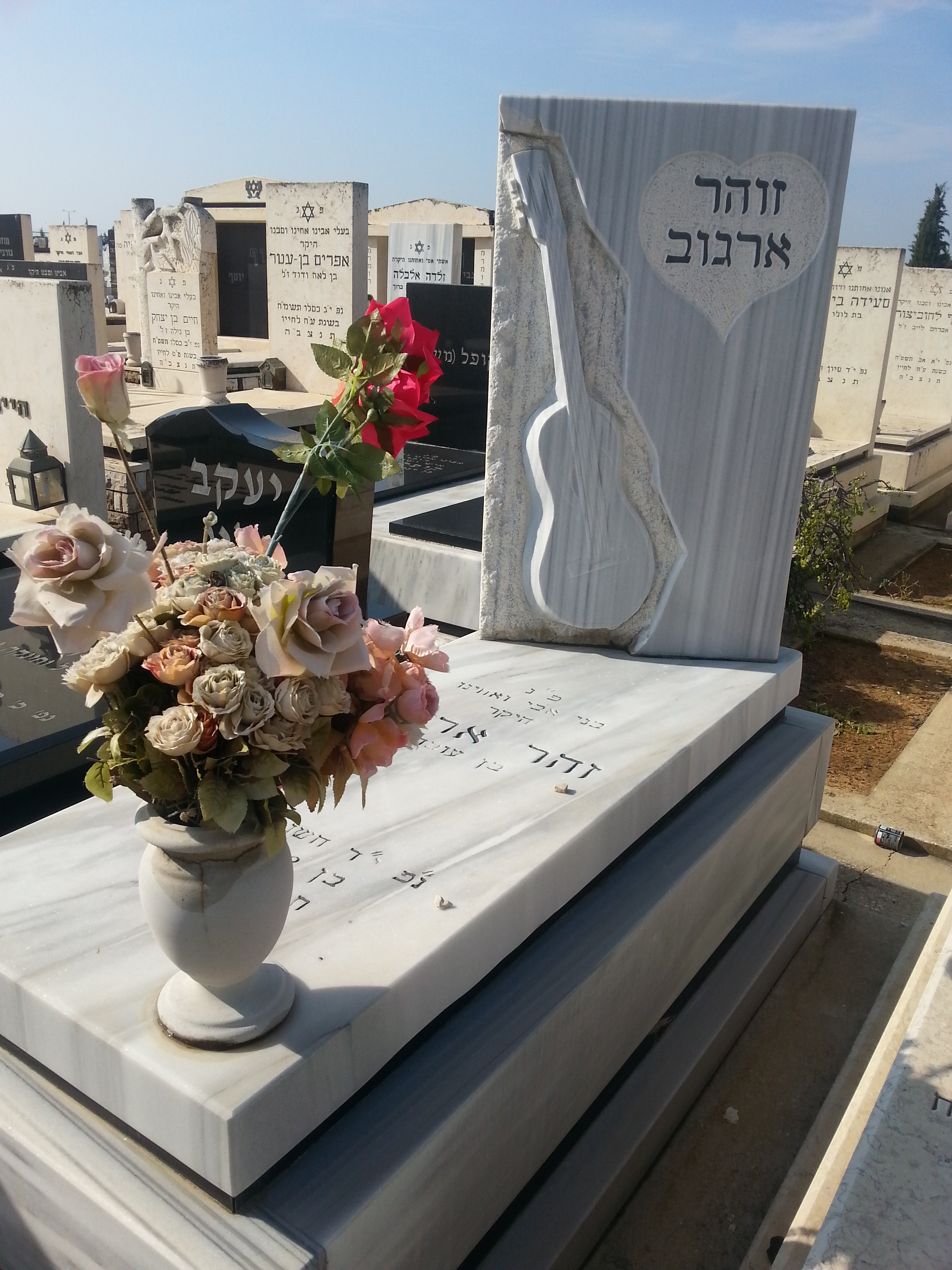
ضريح أرغوف.

في ساعات الصباح الباكر من يوم 23 يوليو 1987، دخل أرغوف وشقيقه ورجل آخر إلى محطة نجمة داود الحمراء في ريشون لتسيون وطلبوا المخدرات. بعد ذلك بوقت قصير ألقي القبض على أرغوف للاشتباه في قيامه بسرقة محفظة طبيب في المنطقة ولكن أُفرج عنه بعد أن تقرر أنه لا علاقة له بالسرقة. أثناء إطلاق سراحه من مركز الشرطة سرق أرغوف مسدسًا كان ملقى على مكتب. بعد مطاردة مكثفة قُبِّض عليه مع المسدس بحوزته وإدانته وحكم عليه بالسجن لمدة شهر واحد وتم تمديده إلى ستة أشهر عند الاستئناف.
قبل ثلاثة أسابيع من موعد إطلاق سراحه، مُنح أرجوف إجازة للسماح له بالعودة إلى منزله. أقام في البداية في منزل المغني يشاي ليفي في حولون قبل أن يبقى هو وصديقة ليفي إيريس غاباي بمفردهما في منزل والدة أرغوف في ريشون لتسيون. لاحقا قدمت غاباي شكوى للشرطة زعمت فيها أن أرغوف حاول اغتصابها. ولدى عودته إلى السجن اعتقل أرغوف واقتيد إلى مركز للشرطة في ريشون لتسيون لاستجوابه.
في 6 نوفمبر 1987، توفي أرغوف في زنزانته فيما يبدو أنه انتحار شنقًا. كان يبلغ من العمر 32 عامًا. عثر عليه ميتًا في الساعة 4:00 صباحًا معلقًا من شرائط ممزقة من بطانية ملفوفة حول رقبته. توصل كبير المشرفين أهارون تال الذي تم تعيينه للتحقيق في وفاة أرغوف إلى أن أرغوف لم ينتحر عمداً بل أراد أن يجعل الأمر يبدو كما لو كان يحاول الانتحار للحصول على تنازلات من الحراس. وكان قد توفي بعد أن شددت الشرائط حول رقبته ولم يتمكن من إنقاذ نفسه بسبب آثار المخدرات التي تناولها.

## أشهر أغنياته
1. هيا زي بعيرف (كان هذا بالمساء)
2. بن بلي بايت (ابن بلا بيت)
3. إلينور (إلينور)
4. هاپيرح بگاني (الزهرة في بستاني)
5. مماش مرئيه نهدار (منظر رائع حقا)
6. سود هما زالوت (سر الأبراج)
7. ما لاخ يلداه (ما لك يا بنت)
8. لهيوت آدام (أن أكون إنسانا)
9. أل نڤاكيش (ألا نطلب)
10. باداد (لوحدي)
11. يام شيل دماعوت (بحر من الدموع)
12. بكيرم هتيمانيم (في كرم اليمنيين)
13. آخ بلايلا (آه، في الليلة)
14. هأسير (المحبوس)
15. يوشيڤ لڤاد (جالس لوحدي)
16. عاد متاي إلوهاي (إلى متى يا إلهي)
17. كاخ عوڤريم حياي (هكذا تمضي حياتي)
18. ملآخ ڤيساطان (ملاك وشيطان)
19. مرلين (مرلين)
20. عود يوم ياڤوه (سيأتي يوم آخر)
21. تسيل عيتس تامار (ظل نخلة)
22. برتسيلونا (برشلونة)
23. نعلامت بلي ميليم (هجرت بدون كلام)
24. عتسوف يوشيف أني (حزينا جالس)

## روابط خارجية
- زوهر أرجوف على موقع IMDb (الإنجليزية)
- زوهر أرجوف على موقع ميوزك برينز (الإنجليزية)
- زوهر أرجوف على موقع ديسكوغز (الإنجليزية)